# Horb am Neckar

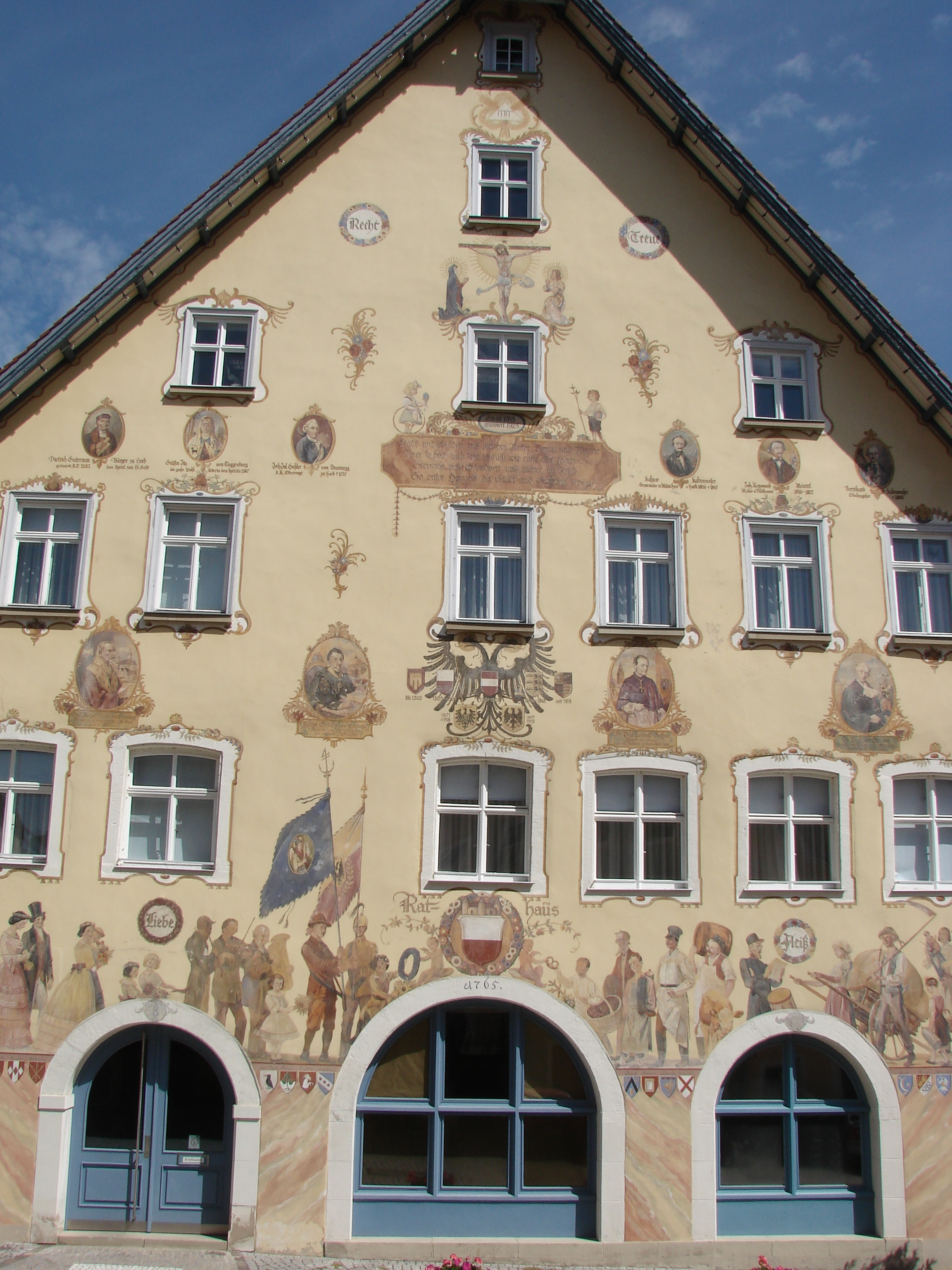
Faţada primăriei

Horb am Neckar este un oraș din sudvestul landul Baden-Württemberg din Germania situat între Stuttgart (ca. 40 km) și Rottweil (ca. 45 km), cel mai mare oraș din districtul Freudenstadt.

## Personalități
- Berthold Auerbach (1812-1882), pseudonim pentru Moyses Baruch, prozator și dramaturg
- Veit Stoß (1447-1533), renumit sculptor german din epoca gotică.

1. ↑  Alle politisch selbständigen Gemeinden mit ausgewählten Merkmalen am 31.12.2018 (4. Quartal) (în germană), Statistisches Bundesamt[*], arhivat din original la 10 martie 2019, accesat în 10 martie 2019